# (11440) Massironi
(11440) Massironi est un astéroïde de la ceinture principale.

## Description
(11440) Massironi est un astéroïde de la ceinture principale. Il fut découvert le 30 septembre 1975 à l'Observatoire Palomar par Schelte J. Bus. Il présente une orbite caractérisée par un demi-grand axe de 3,41 UA, une excentricité de 0,07 et une inclinaison de 9,5° par rapport à l'écliptique.